# Juan Bautista Aznar Cabañas

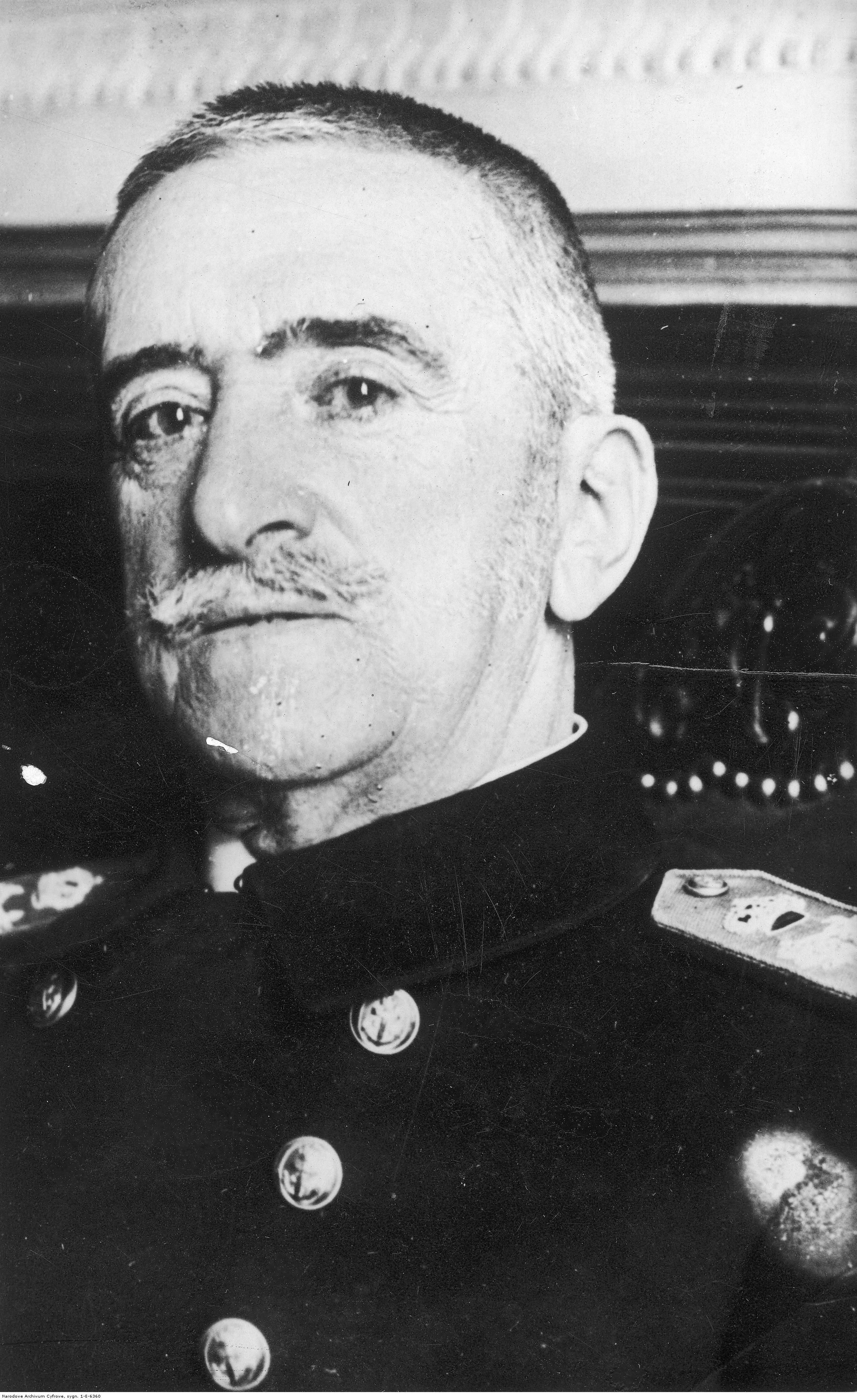
Juan Bautista Aznar Cabañas

Juan Bautista Aznar Cabañas (Cádiz, 1860 - Madrid, 1933) was een Spaans admiraal, politicus en premier.

## Levensloop

### Militaire en politieke loopbaan
Na zijn schoolopleiding trad hij toe tot de oorlogsmarine en in de loop van zijn loopbaan steeg hij op tot admiraal. Tijdens de Rifoorlog van 1920-1926 was hij oppercommandant van de oorlogsmarine van Marokko.
Nadat hij naar Spanje terugkeerde, werd hij op 16 februari 1923 minister van Marine in de regering van Manuel García Prieto en bleef dit tot en met 15 september 1923. Bij de verkiezingen van 13 mei 1923 werd hij verkozen tot senator. In 1925 werd hij bevorderd tot admiraal.
Tijdens de militaire dictatuur onder Miguel Primo de Rivera was hij een van de ondersteuners van de dictator. Van 12 september 1927 tot 28 juni 1931 was hij afgevaardigde in het Congres van Afgevaardigden.

### Premierschap
Op 18 februari 1931 volgde hij luitenant-generaal Dámaso Berenguer op als premier en was hierdoor de laatste premier onder koning Alfons XIII.
In zijn regering bevonden zich twee te onderscheiden monarchistische stromingen: ten eerste was er de monarchie-loyale grootbourgeoisie, vertegenwoordigd door minister van Ontwikkeling Juan de la Cierva y Peñafiel en ten tweede de gematigde, plooibaardere groep onder leiding van minister van Buitenlandse Zaken Álvaro Figueroa Torres.
In het gevangenisgebouw van Madrid probeerde hij toenadering te zoeken tot de republikeinse partijen. Om tot een betere toenadering en tot een bemiddeling tussen de regering en de republikeinen te bekomen, had hij in zijn kabinet ook enkele neutrale politici zoals minister van Binnenlandse Zaken José María de Hoyos y Vinent de la Torre O’Neill. Verder zetelden in zijn regering ook Dámaso Berenguer als minister van het Leger en de vroegere premiers Manuel García Prieto en Gabino Bugallal Araújo als minister van Justitie en als minister van Economie.
Bij de gemeenteraadsverkiezingen van 12 april 1931 behaalden de anti-monarchistische en republikeinse partijen een grote zege. Twee dagen later trad Aznar Cabañas af als premier en gaf hij de macht aan de republikein Niceto Alcalá Zamora.
Voor zijn politieke en militaire verdienste werd hij in 1931 benoemd tot ridder in de Orde van het Gulden Vlies.
- Biblioteca Nacional de España: XX4615530
- Gemeinsame Normdatei: 1234242648
- Library of Congress Control Number: no2021021324
- Virtual International Authority File: 309560331